# Claudia Burr
Claudia Andrea Burr Huerta (Santiago, 1 de octubre de 1968) es una actriz chilena de teatro, cine y televisión.

## Biografía
Nació el 1 de octubre de 1968, en Santiago. Tiene dos hermanos; Alejandro Burr y Roberto Burr. Cursó sus estudios primarios y secundarios en Saint George's College en Vitacura. Ingresó a la Pontificia Universidad Católica de Chile (PUC), donde se tituló como actriz con la obra Gilles de Raiz.
Debutó en la televisión en la telenovela Marrón Glacé de Canal 13. Se destacó en la teleserie Estúpido cupido de Televisión Nacional de Chile (1995), donde encarnó a la entrañable antagonista, Isabel Margarita Dublé.
En el año 1999 participa en la teleserie Aquelarre de TVN donde encarna a Eduarda Patiño.
El año 2000, después de participar en la teleserie Santo ladrón, Burr dejó la televisión chilena y se trasladó a vivir a Francia, donde trabajó realizando documentales e interpretando pequeños papeles en cortometrajes. Su regreso a la televisión se produjo en el año 2004, con la telenovela Tentación. A partir de esa fecha estuvo en producciones de diferentes canales chilenos y actuó en dos películas nacionales: Grado 3 en 2009, y Baby Shower en 2011.
Entre 2012 y 2016 la actriz vivió en Lund, al sur de Suecia, junto a su pareja, el fotógrafo Mario Salazar. En ese país, actuó en la miniserie Viva Hate, de SVT.

## Filmografía
| Año  | Título      | Papel            | Director            |
| ---- | ----------- | ---------------- | ------------------- |
| 2009 | Grado 3     | Marcela Iriberne | Roberto Artiagoitía |
| 2011 | Baby Shower | Olivia           | Pablo Illanes       |

## Televisión
| Año  | Título          | Papel                           | Canal               |
| ---- | --------------- | ------------------------------- | ------------------- |
| 1993 | Marrón glacé    | Andrea Meléndez                 | Canal 13            |
| 1994 | Champaña        | Odette Fuenzalida               | Canal 13            |
| 1995 | Estúpido cupido | Isabel Margarita Dublé          | Televisión Nacional |
| 1996 | Sucupira        | Soledad Campos                  | Televisión Nacional |
| 1997 | Oro verde       | Anita Solari                    | Televisión Nacional |
| 1998 | Iorana          | Teresita Apablaza               | Televisión Nacional |
| 1999 | Aquelarre       | Eduarda Patiño                  | Televisión Nacional |
| 2000 | Santo ladrón    | Fernanda (Tita) Salcedo         | Televisión Nacional |
| 2004 | Tentación       | Matilde García                  | Canal 13            |
| 2005 | Gatas y tuercas | Adriana Del Real                | Canal 13            |
| 2007 | Fortunato       | Cecilia (Chichita) Subercaseaux | Mega                |
| 2010 | 40 y tantos     | Tatiana Arismendi               | Televisión Nacional |
| 2011 | Maldita         | Maribel Ibáñez                  | Mega                |

| Año       | Título                | Papel               | Canal               |
| --------- | --------------------- | ------------------- | ------------------- |
| 1991      | Las cosas de cada día |                     | La Red              |
| 1996      | La buhardilla         | Constanza Jaramillo | Televisión Nacional |
| 1998      | Sucupira, la comedia  | Soledad Campos      | Televisión Nacional |
| 2000-2002 | Vigías del sur        | Lorena              | Televisión Nacional |
| 2014      | Viva Hate             | Madre de Juan       | SVT                 |